# Karl von Kurz (General, 1873)
Karl Borromaeus Hermann Maria Kurz, ab 3. Februar 1886 Ritter von Kurz, (* 24. Dezember 1873 in Wien-Alservorstadt; † 12. Januar 1946 in Eisbach, Steiermark) war ein österreichischer Offizier, zuletzt im Rang eines Generalmajors, sowie SS-Brigadeführer.

## Leben
Karl Ritter von Kurz war der Sohn des k.u.k. Offiziers Karl Borromäus Johann Nepomuk Josef Maria Ritter von Kurz (* 14. September 1832; † 10. Februar 1920), welcher am 1. Mai 1891 zum Generalmajor ernannt worden war, am 1. Oktober 1893 pensioniert wurde und am 6. August 1910 den Charakter eines Titular-Feldmarschallleutnants erhielt. Er ist auf dem St.-Leonhard-Friedhof in Graz beigesetzt.
Karl Ritter von Kurz junior wechselte nach dem Volksschulbesuch in Brünn auf ein Gymnasium in Innsbruck. Kurz schlug die Laufbahn eines Berufssoldaten ein und absolvierte die Maria-Theresianische Militärakademie in Wiener Neustadt. Zum Leutnant befördert diente er bei den Tiroler Kaiserjägern, nahm als Bataillons- und Divisionskommandeur der k.u.k. Armee am Ersten Weltkrieg teil und war an der Italienfront und in Russland eingesetzt. Nach Kriegsende wurde Kurz aus der Armee verabschiedet. Danach erhielt er eine Anstellung bei der Bergdirektion in Seeboden bei Leoben.
Kurz wurde 1925 für den Steirischen Heimatschutz tätig und wechselte von dort zum 1. Mai 1933 zur NSDAP (Mitgliedsnummer 1.619.566). Wenige Monate vor und kurz nach dem Juliputsch wurde er kurzzeitig festgenommen. Danach lebte er in Graz, wo er nach dem Anschluss Österreichs Gebietskriegerführer des NS-Reichskriegerbundes wurde. Kurz war am 20. April 1939 der SS (SS-Nummer 323.046) beigetreten, bei der er zunächst SS-Obersturmbannführer war.
Nach Beginn des Zweiten Weltkrieges wurde er reaktiviert und kommandierte als Oberst der Wehrmacht ein Landesschützenregiment in Westfalen. Im April 1943 erhielt er den Rang eines Generalmajors und wurde im Zuge dessen in den endgültigen Ruhestand versetzt. Kurz, seit 1942 im Rang eines SS-Oberführers, ersuchte danach beim SS-Personalhauptamt um Übernahme in die Waffen-SS. Altersbedingt wurde sein Antrag abgelehnt, aber zu seinem 70. Geburtstag am 24. Dezember 1943 wurde er zum SS-Brigadeführer ernannt.
Nach Kriegsende befand er sich in britischer Internierung, in der er im Januar 1946 krankheitsbedingt verstarb.